# Canandaigua
Canandaigua é uma cidade localizada no estado americano de Nova Iorque, no Condado de Ontário. A sua área é de 12,5 km², sua população é de 10.545 habitantes, (segundo o censo americano de 2010). A cidade foi fundada em 1815. O nome da cidade deriva de uma palavra iroquesa, que significa "o lugar escolhido".
É a sede do Condado de Ontário; alguns escritórios administrativos estão no complexo do condado na cidade adjacente de Hopewell.